# 164791 Nicinski
164791 Nicinski è un asteroide della fascia principale. Scoperto nel 1999, presenta un'orbita caratterizzata da un semiasse maggiore pari a 2,3613697 UA e da un'eccentricità di 0,1841648, inclinata di 2,41655° rispetto all'eclittica.